# 广东省农民协会旧址
广东省农民协会旧址位于中国广州市东皋大道礼兴街6号(原东皋大道1号)。
这座楼房原是广州商团副团长陈恭受的花园别墅，民国13年（1924年）10月，商团叛乱被镇压以后，将此楼收归国有。次年1月农民运动讲习所从越秀南路惠州会馆迁至此，5月成立广东省农民协会，会址设于此。民国16年（1927年），“四·一五”事变后，广东省农民协会停止活动。该处除前楼的楼梯被改动外，其余大都保持原貌。1979年12月19日被广东省人民政府公布为第二批广东省文物保护单位。2019年10月7日，由中华人民共和国国务院公布为第八批全国重点文物保护单位。
楼房为砖木结构，前楼二层、后楼三层，前、后楼相通的洋楼建筑，